# 中国常驻维也纳联合国和其他国际组织代表列表
本列表为中国常驻联合国维也纳办事处和其他国际组织历任代表、大使名录。

## 历任中国常驻联合国维也纳办事处和其他国际组织代表、大使

### 中华人民共和国常驻联合国维也纳办事处和其他国际组织代表（1971年－1985年）
1971年，中华人民共和国政府恢复联合国席位后，任命驻奥地利大使兼任常驻联合国维也纳办事处和其他国际组织代表。1985年，中国政府设置常驻联合国维也纳办事处和其他国际组织代表团。
| 姓名   | 任命      | 到任 | 递交全权证书 | 免职 | 离任      | 外交衔级 | 外交职务 | 备注       | 备注 |
| ------ | --------- | ---- | ------------ | ---- | --------- | -------- | -------- | ---------- | ---- |
| 王越毅 | 1971年    |      |              |      | 1974年6月 | 大使     | 代表     | 驻奥地利兼 |      |
| 俞沛文 | 1974年9月 |      |              |      | 1980年1月 | 大使     | 代表     | 驻奥地利兼 |      |
| 王殊   | 1980年7月 |      |              |      | 1985年5月 | 大使     | 代表     | 驻奥地利兼 |      |

### 中华人民共和国常驻联合国维也纳办事处和其他国际组织代表、大使（1985年至今）
1985年5月，中华人民共和国开始派常驻联合国维也纳办事处和其他国际组织代表、大使。
| 姓名   | 任命           | 任命          | 到任          | 递交全权证书       | 递交全权证书                     | 递交全权证书   | 免职           | 免职          | 离任       | 外交衔级 | 外交职务     | 备注 |
| 姓名   | 全国人大常委会 | 主席          | 到任          | 联合国维也纳办事处 | 全面禁止核试验条约组织筹备委员会 | 国际反腐败学院 | 全国人大常委会 | 主席          | 离任       | 外交衔级 | 外交职务     | 备注 |
| ------ | -------------- | ------------- | ------------- | ------------------ | -------------------------------- | -------------- | -------------- | ------------- | ---------- | -------- | ------------ | ---- |
| 曹桂生 | 1984年11月14日 | 1985年5月7日  | 1985年5月5日  | 1985年5月8日       | 不適用                           | 不適用         | 1987年3月19日  | 1987年9月9日  | 1987年5月  | 大使     | 特命全权大使 |      |
| 秦华孙 | 1987年3月19日  | 1987年9月9日  | 1987年9月     | 1987年9月4日       | 不適用                           | 不適用         | 1990年6月28日  | 1990年8月15日 | 1990年8月  | 大使     | 特命全权大使 |      |
| 陈士球 | 1990年6月28日  | 1990年8月18日 | 1990年9月20日 | 1990年10月9日      | 不適用                           | 不適用         | 1994年8月31日  | 1995年4月14日 | 1995年4月  | 大使     | 特命全权大使 |      |
| 李长和 | 1994年8月31日  | 1995年4月14日 | 1995年5月     |                    |                                  | 不適用         | 1997年11月1日  | 1998年4月2日  | 1997年12月 | 大使     | 特命全权大使 |      |
| 张义山 | 1997年11月1日  | 1998年4月2日  | 1997年12月    |                    |                                  | 不適用         | 2001年12月29日 | 2002年3月25日 | 2002年2月  | 大使     | 特命全权大使 |      |
| 张炎   | 2001年12月29日 | 2002年3月25日 | 2002年3月     | 2002年3月7日       |                                  | 不適用         | 2004年8月28日  | 2005年3月29日 | 2005年3月  | 大使     | 特命全权大使 |      |
| 吴海龙 | 2004年8月28日  | 2005年3月29日 | 2005年3月30日 | 2005年4月7日       | 2005年4月6日                     | 不適用         | 2006年2月28日  | 2006年7月3日  | 2006年2月  | 大使     | 特命全权大使 |      |
| 唐国强 | 2006年2月28日  | 2006年7月3日  | 2006年6月     | 2006年6月8日       | 2006年6月13日                    | 不適用         | 2009年4月24日  | 2009年9月14日 | 2009年8月  | 大使     | 特命全权大使 |      |
| 胡小笛 | 2009年6月27日  | 2009年9月14日 | 2009年9月     | 2009年9月10日      | 2009年9月10日                    | 不適用         | 2011年4月22日  | 2011年7月14日 | 2011年1月  | 大使     | 特命全权大使 |      |
| 成竞业 | 2011年4月22日  | 2011年7月14日 | 2011年6月     | 2011年7月8日       | 2011年6月24日                    | 2015年12月9日  | 2016年2月26日  | 2016年5月3日  | 2016年3月  | 大使     | 特命全权大使 |      |
| 史忠俊 | 2016年2月26日  | 2016年5月3日  | 2016年4月24日 | 2016年5月6日       | 2016年4月25日                    | 2016年5月3日   | 2018年6月22日  | 2018年9月25日 | 2018年7月  | 大使     | 特命全权大使 |      |
| 王群   | 2018年6月22日  | 2018年9月25日 | 2018年8月29日 | 2018年9月6日       | 2018年9月10日                    | 2018年9月4日   |                | 2023年3月17日 | 2023年1月  | 大使     | 特命全权大使 |      |
| 李松   |                | 2023年3月17日 | 2023年2月23日 | 2023年2月28日      | 2023年3月1日                     | 2023年3月13日  | 现任           |               |            | 大使     | 特命全权大使 |      |